# Yakeen
Yakeen (tłumaczenie "Zaufanie") to bollywoodzki thriller miłosny wyreżyserowany 2005 roku przez debiutanta Girish Dhamija. W rolach głównych Arjun Rampali Priyanka Chopra. Autorem scenariusz jest Vikram Bhatt, reżyser takich filmów jak Ghulam, Raaz, Deewane Huye Pagal czy Elaan. To remake filmu z  1991 Shattered.

## Fabuła
Simar (Priyanka Chopra) odzyskawszy w szpitalu przytomność dowiaduje się, że po upadku samochodu w przepaść jej mąż Nikhil (Arjun Rampal) ma nikłe szanse na przeżycie. Ku jej wielkiej radości lekarzom udaje się wyrwać śmierci jego życie, ale nie pamięć. Nikhil nie pamięta swojej przeszłości, nie wie kim jest, nie rozpoznaje swojej żony. Wszystko wokół niego jest mu obce. Krok po kroku ma dopiero uczyć się rzeczywistości. Pomaga mu w tym czuła, opiekuńcza żona.
Nikhil uczy się zaufania do niej, jej pamięć o ich wspólnej przeszłości zastępuje mu wspomnienia. Poczucie, że pozbawiony pamięci jest nikim, powoli maleje. Nikhil zaczyna wierzyć Simar i światu wokół siebie. Do chwili, gdy wstrząsa nim widok odnalezionych w biurze poufnych dokumentów. Jest wśród nich testament wydziedziczający żonę i pozew o rozwód.

## Obsada
- Arjun Rampal – Nikhil Oberoi / Kabir
- Priyanka Chopra – Simar N. Oberoi
- Kim Sharma – Tanya S. Thakur
- Sudhanshu Pandey – Kabir
- Saurabh Shukla – Chamanlal, detektyw
- Anang Desai – Doktor
- Atul Parchure – Siddharth Thakur

## Piosenki
- Tune Mujhko
- Meri Aankhon Mein
- Tu Hi
- Bhoolna Nahin (część 1)
- Chehra Tera
- Bhoolna Nahin (część 2)
- Meri Aankhon Mein (instrumentalny utwór)
- Bhoolna Nahin (część 3)

## Ciekawostki
- Grająca rolę przyjaciólki Tanyi Kim Sharma i Arjun Rampal to kuzyni.